# Lytta vesicatoria
Lytta vesicatoria és una espècie de coleòpter polífag de la família dels melòids (Meloidae). Rep diversos noms comuns com cantàrida i mosca espanyola (de la seva denominació anglesa "spanish fly"). Ambdós noms són pocs encertats, puix que no pertany a la família dels cantàrids, i de bon tros no és una mosca. Es pot trobar al sud d'Europa fins a Àsia central i Sibèria.

## Característiques
Lytta vesicatoria fa de 15 a 22 mm de llarg i de 5 a 8 mm d'ample. Té reflexos de color verd metàl·lic lluent. Els adults s'alimenten del lilà, de salzes i d'altres plantes; en els països mediterranis, els exemplars adults acostumen a alimentar-se d'olivereta i de cendra. Les larves de la cantàrida parasiten les cries d'abelles que fan els nius a terra.

## Història natural
Lytta vesicatoria conté cantaridina en els seus líquids corporals, substància vesicant (que produeix butllofes a la pell) i amb suposades propietats afrodisíaques, perquè irrita el canal urinari produint priapisme (erecció perllongada del penis). Tanmateix la cantaridina és una substància perillosa i la dosi tòxica és molt a prop de la que provoca erecció. Els èlitres polvoritzats s'utilitzaven antigament en medicina. L'ús i venda de cantaridina per a l'ús humà és il·legal a nombrosos països excepte en circumstàncies limitades.